# Chris Herndon
Christopher Herndon IV (Norcross, 23 febbraio 1996) è un giocatore di football americano statunitense che milita nel ruolo di tight end nella National Football League (NFL).

## Carriera

### New York Jets
Al college Herndon giocò a football a Miami. Fu scelto nel corso del quarto giro (107º assoluto) nel Draft NFL 2018 dai New York Jets.  Debuttò nella vittoria del primo turno per 48–17 sui Detroit Lions. La settimana seguente partì per la prima volta come titolare e ricevette 2 passaggi per 30 yard nella sconfitta contro i Miami Dolphins. Il 14 ottobre 2018 segnò il suo primo touchdown nella vittoria per 42–34 sugli Indianapolis Colts. Nella settimana 12 ebbe un massimo stagionale di 7 ricezioni per 57 yard nella sconfitta contro i New England Patriots. IL 23 dicembre ricevette 6 passaggi per un massimo stagionale di 82 yard e segnò un touchdown nella sconfitta per 44–38 contro i Green Bay Packers. Herndon divenne gradualmente il tight end primario nel corso della stagione, superando Neal Sterling e Jordan Leggett. Chiuse al secondo posto della squadra dietro a  Robby Anderson con 39 ricezioni per 502 yard e 4 touchdown. Guidò tutti i tight end rookie della lega in ricezioni e touchdown e fu secondo in yard ricevute. Per le sue prestazioni la Pro Football Writers of America lo inserì nella formazione ideale dei rookie.
Herndon fu sospeso per le prime quattro partite della stagione 2019 per essere risultato positivo a un test antidoping. Tornò attivo il 7 ottobre 2019. Il 12 novembre 2019 fu inserito in lista infortunati per il resto della stagione.

### Minnesota Vikings
Il 31 agosto 2021 i Jets scambiarono Herndon e una scelta del sesto giro del Draft NFL 2022 con i Minnesota Vikings per una scelta del quarto giro.

### New Orleans Saints
IL 3 agosto 2022 Herndon firmò con i New Orleans Saints. Il 23 agosto 2022 fu svincolato. Il 16 novembre 2022 fu sospeso per otto partite.

## Palmarès
- PFWA All-Rookie Team - 2018